# Per Bredesen
Per Bredesen (Horten, Noruega; 22 de diciembre de 1930-3 de octubre de 2022) fue un futbolista noruego que jugaba en la posición de delantero.

## Carrera

### Club
| Periodo   | Club           |
| --------- | -------------- |
| 1947–1952 | FK Ørn-Horten  |
| 1952–1955 | SS Lazio       |
| 1955–1956 | Udinese Calcio |
| 1956–1958 | AC Milan       |
| 1958–1959 | AS Bari        |
| 1959–1961 | ACR Messina    |
| 1961–1962 | FK Ørn-Horten  |

### Selección nacional
Debutó con Noruega en 1949 en un partido ante Yugoslavia a los 18 años donde anotó un gol, jugando un total de 18 partidos con la selección nacional con la que anotó siete goles, con la cual dejó de jugar en 1951 cuando la Federación Noruega de Fútbol decidiera que en su selección nacional solo estuviera integrada por futbolistas aficionados.

### Entrenador
| Periodo | Club                               |
| ------- | ---------------------------------- |
| 1963    | FK Ørn-Horten (jugador-entrenador) |
| 1969    | FK Ørn-Horten                      |
| 1970    | SK Falk (jugador-entrenador)       |

## Logros
- Serie A: 1

1956/57
- Serie B: 1

1955/56

## Estadíticas

### Apariciones con Selección
| Selección | Año   | Apariciones | Goles |
| --------- | ----- | ----------- | ----- |
| Noruega   | 1949  | 4           | 3     |
| Noruega   | 1950  | 6           | 2     |
| Noruega   | 1951  | 8           | 2     |
| Total     | Total | 18          | 7     |

### Goles con Selección
| N.º | Fecha      | Sede                                          | Rival      | Gol | Resultado | Torneo                               |
| --- | ---------- | --------------------------------------------- | ---------- | --- | --------- | ------------------------------------ |
| 1   | 19-6-1949  | Ullevaal Stadion, Oslo, Noruega               | Yugoslavia | 1–0 | 1–3       | Amistoso                             |
| 2   | 2-10-1949  | Råsunda Stadium, Solna, Suecia                | Suecia     | 1–0 | 3–3       | Campeonato Nórdico de fútbol 1948–51 |
| 3   | 2-10-1949  | Råsunda Stadium, Solna, Suecia                | Suecia     | 3–3 | 3–3       | Campeonato Nórdico de fútbol 1948–51 |
| 4   | 10-9-1950  | Ullevaal Stadion, Oslo, Noruega               | Finlandia  | 1–0 | 4–1       | Campeonato Nórdico de fútbol 1948–51 |
| 5   | 26-11-1950 | Dalymount Park, Dublin, Irlanda               | Irlanda    | 1–0 | 2–2       | Amistoso                             |
| 6   | 16-8-1951  | Helsinki Olympic Stadium, Helsinki, Finlandia | Finlandia  | 1–1 | 1–1       | Campeonato Nórdico de fútbol 1948–51 |
| 7   | 30-9-1951  | Gamla Ullevi, Gothenburg, Suecia              | Suecia     | 3–3 | 4–3       | Campeonato Nórdico de fútbol 1948–51 |